# Clarke County, Iowa
Clarke County är ett administrativt område i delstaten Iowa, USA, med 9 286 invånare. Den administrativa huvudorten (county seat) är Osceola.

## Geografi
Enligt United States Census Bureau har countyt en total area på 1 118 km². 1 117 km² av den arean är land och 1 km² är vatten.

### Angränsande countyn
- Madison County - nordväst
- Warren County - nordost
- Lucas County - öst
- Decatur County - syd
- Union County - väst

### Orter
- Murray
- Osceola (huvudort)
- Weldon (delvis i Decatur County)
- Woodburn